# جون رايت (كاهن كاثوليكي)
جون رايت (بالإنجليزية: John Wright)‏ هو كاهن كاثوليكي أمريكي، ولد في 18 يوليو 1909 في بوسطن في الولايات المتحدة، وتوفي في 10 أغسطس 1979 في كامبريدج في الولايات المتحدة.

## وصلات خارجية
- جون رايت على موقع مونزينجر (الألمانية)